# Bruchophagus quadriguttatus
Bruchophagus quadriguttatus är en stekelart som först beskrevs av Girault 1915.  Bruchophagus quadriguttatus ingår i släktet Bruchophagus och familjen kragglanssteklar. Inga underarter finns listade.